# Werner Sonvico
Werner Sonvico (* 21. September 1918; † 17. Dezember 1989) war ein österreichischer Journalist.

## Leben und Wirken
Er absolvierte 1950 gemeinsam mit mehreren anderen österreichischen jungen Journalisten (unter anderen Hugo Portisch) eine halbjährige Ausbildung an der Missouri School of Journalism, University of Missouri.
Als Autor der TV-Kolumne Der Fernseher war er 1962 erster österreichische Fernsehkritiker. Er war von 1974 bis zu seiner Pensionierung 1985 Leiter des Kulturressorts der Tageszeitung Linzer Tagblatt und kritischer Beobachter der lokalen Kulturszene. Ab 1986 war er Präsident der Mühlviertler Künstlergilde.

## Publikationen
Neben seiner Tätigkeit als Journalist war er Herausgeber, Redakteur bzw. Autor diverser Kulturpublikationen:
- (Redaktion): 100 Jahre Oberösterreichisch-Salzburgischer Sängerbund 1864. Linz 1965.
- (Autor): Mühlviertler Heimatblätter. 26. Jahrgang, 1. und 2. Ausgabe, Linz 1986.
- (Autor): Gesundheit und Erholung rings um Linz. In: Linz aktiv. Nr. 19, Linz 1966, S. 22–25.